# Ариф Тебризи
Ариф Тебризи (азерб. Arif Təbrizi; ум. 1805, Тебриз, Каджарское государство) — азербайджанский поэт XVIII—XIX веков, писавший в основном газели.

## Биография
Дата рождения поэта до сих пор остаётся неизвестной, однако известно, что он родился и прожил большую часть своей жизни в городе Тебриз. В его газелях особое внимание уделяется мотивам по теме страданий, тоски и печали. Некоторая часть его произведений собрана в книге-сборнике исследователя Гусейна Эфенди Гаибова «Сборник стихов известных в Азербайджане поэтов». Скончался Ариф Тебризи в 1805 году, оставив большой след в азербайджанской литературе.